# Джаботикаба
 Тази статия е за растението.  За общината в Бразилия вижте Джаботикаба.  
Джаботикаба (Plinia cauliflora) е плодово дърво от семейство Миртови (Myrtaceae).

## Описание
Това е едно от най-ценните овощни дървета в Бразилия. Представлява вечнозелено дърво с височина до 10 m, разклоняващо се почти до земята. Плодовете му се развиват по върховете на клоните, но обсипват почти цялостно стъблото и по дебелите клони. Имат диаметър 3 – 4 cm и приличат на грозде, оттук произлиза и популярното им наименование бразилско грозде. Кората на плода е почти черна, месестата част е желеподобна и много вкусна.

## Разпространение
Джботикабата се среща както дива, така и в културен вид в Южна Бразилия, Боливия, Парагвай и Северна Аржентина. Вече е натурализирана и растяща в Уругвай, Колумбия, Панама, Перу, Куба и Филипините.
На 300 km от Сао Пауло е градът Джаботикабал, чието име води началото си от плодовете джаботикаба. Градът е прочут с тези плодове – те растат почти във всяка градина. По време на зреенето на плодовете тук пристигат много туристи. Собствениците на градините вземат за посещението на плантацията им специална такса, като позволяват на туристите да откъснат толкова плодове, колкото могат да изядат. Плодовете на джаботикабата са особено ценни в Бразилия, а при купуването на земя се заплаща допълнителна сума за всяко дърво.

## Използване
Приготвят се сокове, желета, и алкохолни напитки. Правят се отвари от сушените плодове, които се използват против астма, диария и дизинтерия.